# Вентимиља ди Сичилија
Вентимиља ди Сичилија (итал. Ventimiglia di Sicilia) је насеље у Италији у округу Палермо, региону Сицилија.
Према процени из 2011. у насељу је живело 2039 становника. Насеље се налази на надморској висини од 521 м.

## Становништво
| 1931. | 1936. | 1951. | 1961. | 1971. | 1981. | 1991. | 2001. | 2011. |
| ----- | ----- | ----- | ----- | ----- | ----- | ----- | ----- | ----- |
| 4.461 | 4.534 | 4.353 | 3.665 | 2.473 | 2.222 | 2.340 | 2.192 | 2.080 |